# Hong Su-jong
Hong Su-jong (Hamgyong, Corea del Norte, 9 de marzo de 1986 o 1989) es una gimnasta artística norcoreana, subcampeona del mundo en 2007 en salto de potro. Es hermana de Hong Un-jong.

## Carrera deportiva
Participó en el torneo de gimnasia artística de los Juegos Olímpicos de Atenas 2004, finalizando en la 50° posición en la clasificación general individual.
En el Mundial de Stuttgart 2007 gana la plata en la prueba de salto de potro, quedando tras la china Cheng Fei (oro) y por delante de la estadounidense Alicia Sacramone.

## Controversia sobre su edad
En 2010 la Federación Internacional de Gimnasia realizó una investigación sobre Su Jong Hong, debido a que había detectado que la gimnasta figuraba inscrita en algunas competiciones como nacida en 1985, mientras que en otras su fecha de nacimiento cambiaba a 1986 y también a 1989. En octubre de ese año la FIG anunció que, debido a las irregularidades observadas y a la poca cooperación de los norcoreanos para aclarar la situación, suspendería a todos los atletas de Corea del Norte de sus competiciones por el plazo de dos años.